# ビジネスモデル
ビジネスモデル（英: Business model）とは、利益を生み出す製品やサービスに関する事業戦略と収益構造を示す用語である。

## 概要
ビジネスモデル（Business Model ）という用語は、1990年代中盤から後半のIT（Information technology） の発展に伴って広く米国で普及した（Mahadevan, 2000）。日本においても、2000年10月にビジネスモデル学会が発足された頃から注目が集まり、実務界をはじめ活発な議論が見られ、ついに学界においても多様な研究成果が発表されるようになった。
顧客は企業から提供される製品やサービスと引き換えに代金を支払い、企業は利潤を得るという一連の構造を指してビジネスモデルと呼ぶ。特に、消費者と企業間の連絡手段としてインターネットなどの新たな情報技術を活用し、製品やサービスの選択と購買（調達）、決済、配送（物流）までの一連の商行為を整理しシステム化し、収益性を高めた新規性のある事業形態が登場したことで注目される言葉となった。他社による同様の事業を禁じて独占を図る目的で特許とする「ビジネスモデル特許」という問題の多い制度が制定されたことが話題となり、いっそう注目を浴び定着した。最近では、フリーミアムや広告モデルに代表されるように、無償で製品やサービスを提供し、違う経路から収益を得る仕組みなどで成功している企業が増え、収益の仕組みだけを指してビジネスモデルと呼ぶケースも増えている。
語源は、ビジネスの原型という意味から発生した語で、循環する人の和・共感を包括した社会科学的貢献システムを示していたが、現在は利益追求の意味合いが強い。戦略・収益・SCM（サプライチェーンマネジメント）など、製品・サービス・資金の経路を設定するビジネス構築も含まれる。

## 日本のビジネスモデル論
研究者としては、根来龍之と國領二郎が著名である。
根来龍之
「どのような事業活動をしているか、あるいは構想するかを表現する事業の構造のモデル」と定義している。
1. 戦略：顧客に対して、仕組み （資源と活動）を基盤に、魅力づけして提供するかについて表現する
2. オペレーション：戦略モデルを実現するための業務プロセスの構造を表現する
3. 収益：事業活動の利益を確保するのか。収益方法とコスト構造を表現する

ビジネスモデルの吟味・検討には、戦略・オペレーション・収益の3つが必要であり、戦略の方向がビジネスモデルと顧客との接点を吟味するため、最も重要だとしている。
國領二郎
経済活動において、「四つの課題に対するビジネスの設計思想」と定義している。
1. 誰に、どんな価値を提供するか
2. その価値をどのように提供するか
3. 提供するにあたって必要な経営資源をいかなる誘因のもとに集めるか
4. 提供した価値に対してどのような収益モデルで対価を得るか

ビジネスモデルに類似の概念として、伊丹敬之、加護野忠男がキー概念としている「ビジネスシステム」がある。

## 研究課題
張輝（2016）は、日本におけるビジネスモデル研究の現状に関する序説的考察を行ったうえで、今後の研究課題の例示として、以下を提示している。
第一に、体系的なビジネスモデル論の構築である。理論の発展段階でいうと、①問題発生、②複数理論の生成、③通説理論の確立、④新バラタイム創造という説がある（村田、2012）が、現段階では、①の問題発生から②の 複数理論の生成段階に向かっているところか、とも思われる。①でいう「問題発生」段階の特徴は、産業界の重要問題として発生しているが、理論と呼べるものがまだ生まれていない。このため、必要な研究は新理論の構築であり、競合理論の比較検討や実証理論の精緻化研究が求められる。
第二に、サブモデルの研究深化と多彩な事例からの上昇（抽象化）である。今日において、ビジネスモデルをめぐる論議はさまざまな領域で多彩に展開されてはいるが、そのサブレベルのモデルについての深掘りに関する理論的検討は非常に数少ない。この典型的な例の一つはいわゆる「収益モデル」自体についての研究である。「ビジネスモデルは儲かる仕組み」や「ビジネスモデルとは顧客の満足を利益に変換する仕組み」など、さまざまな考え方に共通する認識の一つだとしばしば呼ばれているが、その深掘り研究がほとんど見られない。
第三に、先端的技術の実用化による影響を踏まえた研究である。動学的ビジネスモデル論が求められる理由は、一定の時間軸で見たビジネス自体が動いているからというだけではなく、ビジネスモデルの置かれているビジネス環境（事業からみた場合は外部要因の一つというもの）が激変しているから、というのも一つである。いまでいう大きく変わりはじめ、しかも今後も変わり続けるだろうという外部要因の一つは、やはり経営に「創造」と 「破壊」をもたらし、AIの急速な実用化、ひいては、ビッグデータ、IoTやロボットなども含む先端技術の活用による影響であると言えよう。実用化に急進するAI などはビジネスに、ビジネスモデルの構築にはどのような影響をもたらすのか。

## 普及
個人・法人・国家が有益と判断すれば普及し、融合して新たなビジネスモデルを創造する。下記はその具体的事例である。
- 利子（肯定、容認・否定、拒絶する時代・国も存在する）
- 証券（貨幣経済・市場経済の進行で誕生）
- 百貨店（フランス）
- スーパーマーケット（アメリカ）
- コンビニエンスストア（アメリカ）
- チェーンストア（アメリカ）
- フランチャイズ（アメリカ）
- 通信販売（アメリカ）
- クレジットカード（アメリカ）
- BTO（Build to Order）（アメリカ）
- サプライチェーン・マネジメント（アメリカ）
- 顧客関係管理（アメリカ）